# Чим зайнятися мерцю в Денвері
«Чим зайнятися мерцеві в Денвері» (англ. Things to Do in Denver When You're Dead) - кримінальна драма 1995 року, режисер - Гері Фледер, автор сценарію - Скотт Розенберг. Був вперше показаний в травні 1995 року на Каннському кінофестивалі.

## Зміст
Джиммі Святий, зав'язав із злочинним світом злочинець, що живе в Денвері, займається власною фірмою («Загробні поради»: відеозаписи з порадами померлих людей їх близьким). Однак, він повинен очолити злочинне угруповання, і як виплату боргу паралізований нижче шиї ватажок пропонує Джиммі просту справу: знайти одного ортодонта, який нині зустрічається з колишньою дівчиною сина цього ж ватажка, і настрахати його (син, розлучившись з дівчиною, скотився до педофілії, ватажок сподівається на примирення з дівчиною). Джиммі намагається відмовитися, але йому погрожують, і він погоджується.
Джиммі вибирає собі в допомогу чотирьох осіб зі старих знайомих: Шматка, хворого проказою і нині працює в кінотеатрі, що демонструє порнофільми, байкера франчайзі, Критичного Білла, безумця, що працює в похоронному бюро та б'є трупи, і негра по імені Вітерець. Їх план полягає в тому, що Шматок і Білл, одягнувшись поліцейськими , зупиняють машину хлопця і доводять до Джиммі і франчайзі, завдання яких - залякати його; Вітерець підстраховує. Однак, хлопець виявляє недовіру, звертає увагу на хворобу Шматка, виводить з себе Білла, від чого гине сам. З машини вискакує дівчина, та, в яку закоханий син ватажка ; Шматок, у якого був на взводі спрямований на Білла пістолет, стріляє і вбиває і її.
Ватажок примовляє всіх п'ятьох до смерті, дає Джиммі 48 годин на те, щоб покинути Денвер. Джиммі залишається , намагаючись врятувати подільників, зустрічаючись з красивою дівчиною, налагоджуючи справи знайомої повії . Джиммі намагається вимолити прощення для сім'янина франчайзі, намагається умовити інших виїхати. Шматок вибирає - залишитися, спокійно зустрічає швидку смерть від кулі професійного вбивці Мовчуна. Наступним вмирає Вітерець, захований у боржників Джиммі, але виданий зусиллями того ж вбивці. Незважаючи на швидкоплинне обіцянку ватажка, гине і Франчайз; Критичний Білл же вбиває вбивцю, але Мовчун встигає застрелити його. Ватажок викликає для вбивства Джиммі трьох братів з Мексики .
В останні дні свого життя Джиммі дарує обручку дівчині, з якою зустрічався, зі словами, що він смертельно хворий і бажає їй вийти заміж за іншого; вбиває сина ватажка, через якого все почалося, позбавляючи сенсу життя самого паралізованого ватажка; спить з повією, яка хотіла отримати від нього дитину. Він залишає дитині відеозапис зі своїми напуттям.
Під час фільму головні герої прощаються напуттям «За синє море»; оповідач говорить про те, що воно є символом місця зустрічі після смерті. В останніх кадрах всі п'ятеро подільників з ватажком розташовуються на палубі яхти, що пливе по морю.

## Ролі
| Актор           | Роль                 |
| --------------- | -------------------- |
| Енді Гарсіа     | Джиммі Тосня         |
| Крістофер Ллойд | Олден Полімерос      |
| Вільям Форсайт  | Френсіс Чизер        |
| Білл Нанн       | Граф Дентон          |
| Тріт Вільямс    | Білл Долітл          |
| Джек Уорден     | Джо Гефф             |
| Стів Бушемі     | Містер Тссс          |
| Файруза Балк    | Люсінда              |
| Габріель Анвар  | Дагні                |
| Крістофер Вокен | Людина з планом      |
| Маршалл Белл    | Підполковник Атвотер |
| Дженні Маккарті | медсестра            |
| Бадді Гай       | House Band           |
| Дон Чідл        | Рустер               |
| Віллі Гарсон    | Гуффі                |

## Знімальна група
- Режисер — Гері Фледер
- Сценарист — Скотт Розенберг
- Продюсер — Кері Вудс, Марі Кантіна, Кеті Конрад
- Композитор — Майкл конвертин, Алан Сільвестрі